# Dương hòe

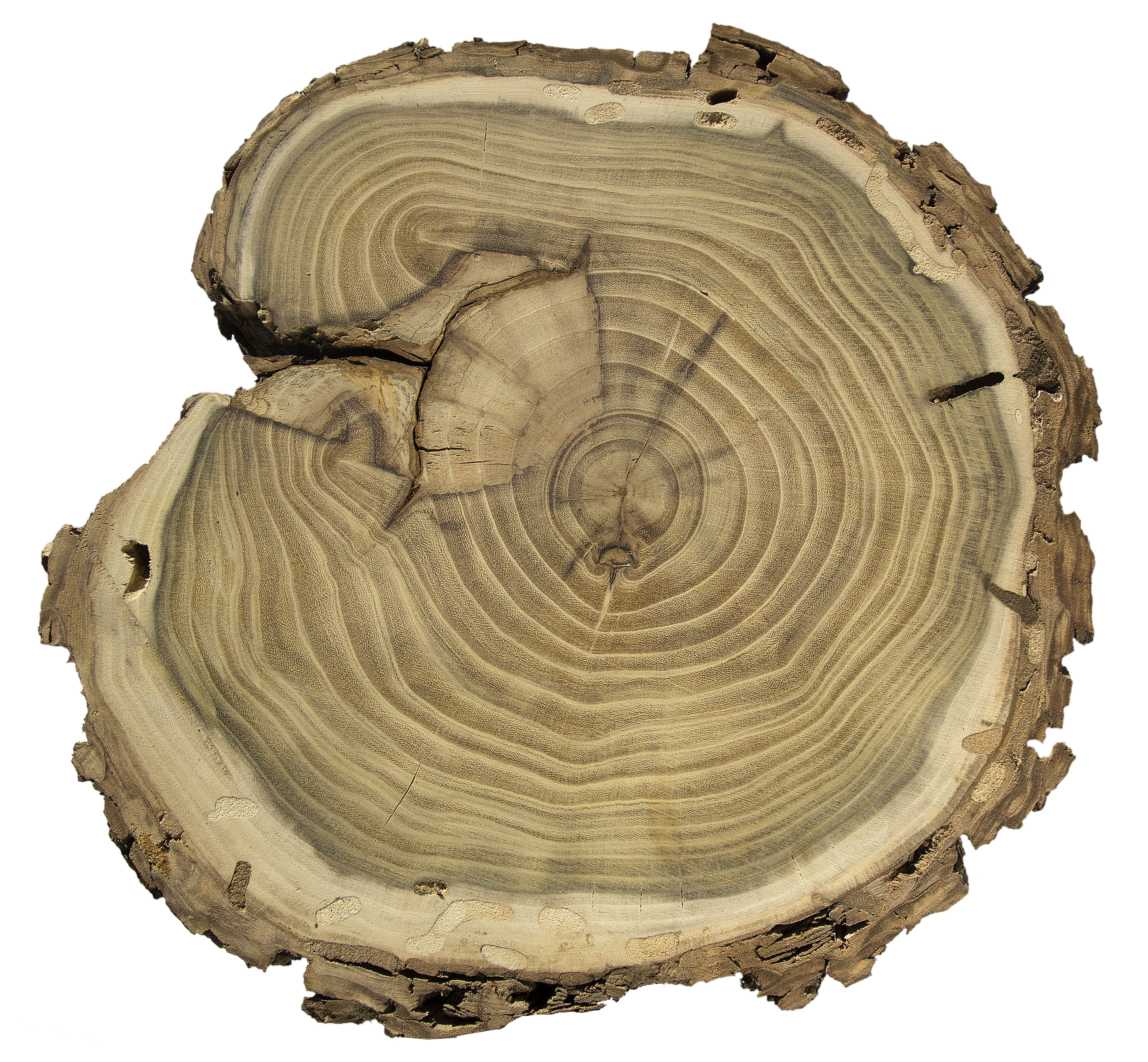
Robinia pseudoacacia

Dương hòe (danh pháp hai phần: Robinia pseudoacacia) là một loại cây thuộc họ Đậu (Fabaceae), trọng lượng hạt 0.02g.